# Martín López-Zubero
Martín López-Zubero (Jacksonville (Florida), 23 april 1969) is een Spaans zwemmer.

## Biografie
López-Zubero werd geboren in Florida in de tijd dat zijn Spaanse vader medicijnen studeerde.
In 1991 won López-Zubero de wereldtitel op de 200 meter rugslag. In 1991 zwom hij driemaal een wereldrecord op de 200 meter rugslag, twee op de lange baan en één op de korte baan. Zijn wereldrecords op zowel de lange baan als de korte baan werden pas in 1999 uit de boeken gezwommen. 
López-Zubero won tijdens de Olympische Zomerspelen van 1992 de gouden medaille op de 200 meter rugslag. 
In 1994 ruilde López-Zubero zijn wereldtitel op de 200 meter rugslag in voor de 100 meter rugslag.

## Internationale toernooien
| Jaar | Olympische Spelen                                                                                 | Wereldkampioenschappen      | Europese kampioenschappen                      |
| ---- | ------------------------------------------------------------------------------------------------- | --------------------------- | ---------------------------------------------- |
| 1988 | 23e 100m rugslag 11e 200m rugslag 31e 200m wisselslag 27e 400m wisselslag 10e 4×100m wisselslag   |                             |                                                |
| 1989 |                                                                                                   |                             | 100m rugslag                                   |
| 1990 |                                                                                                   |                             |                                                |
| 1991 |                                                                                                   | 100m rugslag · 200m rugslag | 100m rugslag · 200m rugslag · 100m vlinderslag |
| 1992 | 4e 100m rugslag · 200m rugslag · 7e 100m vlinderslag · 9e 200m wisselslag · 10e 4×100m wisselslag |                             |                                                |
| 1993 |                                                                                                   |                             | 100m rugslag · 200m rugslag                    |
| 1994 |                                                                                                   | 100m rugslag · 200m rugslag |                                                |
| 1995 |                                                                                                   |                             |                                                |
| 1996 | 4e 100m rugslag 6e 200m rugslag                                                                   |                             |                                                |
| 1997 |                                                                                                   |                             | 100m rugslag                                   |

1900: Ernst Hoppenberg ·
1964: Jed Graef ·
1968: Roland Matthes ·
1972: Roland Matthes ·
1976: John Naber ·
1980: Sándor Wladár ·
1984: Rick Carey ·
1988: Igor Poljanski ·
1992: Martín López-Zubero ·
1996: Brad Bridgewater ·
2000: Lenny Krayzelburg ·
2004: Aaron Peirsol ·
2008: Ryan Lochte ·
2012: Tyler Clary ·
2016: Ryan Murphy ·
2020: Jevgeni Rylov ·
2024: Hubert Kós